# Кінний спорт на літніх Олімпійських іграх 2000
Змагання з кінного спорту на літніх Олімпійських іграх 2000 в Сіднеї тривали з 16 вересня до 1 жовтня в Сіднейському міжнародному кінно-спортивному центрі. В програмі було три види кінного спорту: виїздка, триборство і конкур. Кожен з них поділявся на індивідуальні та командні змагання, тобто загалом розіграно 6 комплектів нагород.

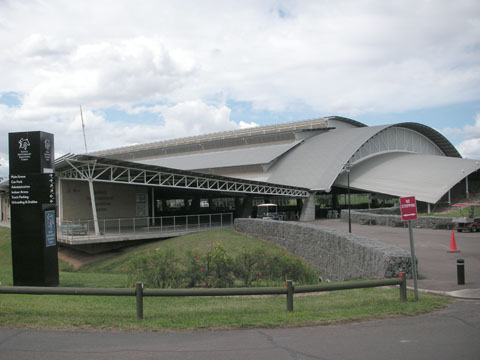
Кінний парк, одна із олімпійських споруд

## Медалісти
| Дисципліни               | Золото | Срібло | Бронза |
| ------------------------ | --- | --- | --- |
| Індивідуальна виїздка    | Анкі ван Грунсвен і Bonfire (NED) | Ізабелль Верт і Gigolo FRH (GER)                                                                                            | Улла Зальцґебер і Rusty (GER) |
| Командна виїздка         | Німеччина (GER) Ізабелль Верт і Gigolo FRH Надін Капелльманн і Farbenfroh Улла Зальцґебер і Rusty Александра Зімонс де Ріддер і Chacomo | Нідерланди (NED) Еллен Бонтьє і Silvano Анкі ван Грунсвен і Bonfire Ар'єн Теувіссен і Goliath Кобі ван Бален і Ferro        | США (USA) Сьюзен Блінкс і Flim Flam Роберт Довер і Ranier Ґюнтер Зайдель і Foltaire Крістін Трауріґ і Etienne                         |
| Індивідуальне триборство | Девід О'Коннор і Custom Made (USA) | Ендрю Гой і Swizzle In (AUS)                                                                                                | Марк Тодд і Eyespy II (NZL) |
| Командне триборство      | Австралія (AUS) Філліп Даттон і House Doctor Ендрю Гой і Darien Powers Стюарт Тінні і Jeepster Метт Раян і Kibah Sandstone              | Велика Британія (GBR) Ієн Старк і Jaybee Джанетт Брейквелл і Over To You Піппа Фаннелл і Supreme Rock Леслі Лоу і Shear H2O | США (USA) Ніна Фаут і 3 Magic Beans Карен О'Коннор і Prince Panache Девід О'Коннор і Giltedge Лінден Вісмен і Anderoo                 |
| Індивідуальний конкур    | Єрун Дюббелдам і De Sjiem (NED) | Алберт Ворн і Lando (NED)                                                                                                   | Халед Аль-Ейд і Khashm al-'Aan (KSA)                                                                                                  |
| Командний конкур         | Німеччина (GER) Лудгер Бербаум і Goldfever 3 Ларс Ніберґ і Esprit FRH Маркус Енінґ і For Pleasure Отто Бекер і Dobels Cento             | Швейцарія (SUI) Маркус Фухс і Tinka's Boy Беат Мендлі і Pozitano Леслі Мак-Нот і Dulf Віллі Мелліґер і Calvaro V            | Бразилія (BRA) Родріго Пессоа і Baloubet du Rouet Луїс Феліпі ді Азеведу і Ralph Алвару Міранда Нету і Aspen Андре Жоаннпетер і Calei |

## Таблиця медалей
| Місце               | Країна                  | Золото | Срібло | Бронза | Загалом |
| ------------------- | ----------------------- | ------ | ------ | ------ | ------- |
| 1                   | Нідерланди (NED)        | 2      | 2      | 0      | 4       |
| 2                   | Німеччина (GER)         | 2      | 1      | 1      | 4       |
| 3                   | Австралія (AUS)         | 1      | 1      | 0      | 2       |
| 4                   | США (USA)               | 1      | 0      | 2      | 3       |
| 5                   | Велика Британія (GBR)   | 0      | 1      | 0      | 1       |
| 5                   | Швейцарія (SUI)         | 0      | 1      | 0      | 1       |
| 7                   | Бразилія (BRA)          | 0      | 0      | 1      | 1       |
| 7                   | Нова Зеландія (NZL)     | 0      | 0      | 1      | 1       |
| 7                   | Саудівська Аравія (KSA) | 0      | 0      | 1      | 1       |
| Загалом (9 збірних) | Загалом (9 збірних)     | 6      | 6      | 6      | 18      |